# グレンヘッド駅
グレンヘッド駅（英: Glen Head）とはロングアイランド鉄道 (LIRR) のオイスターベイ支線の駅である。この駅は公式にはニューヨーク州グレンヘッドのグレンヘッド・ロード（グレンウッド・ロード）とスクール・ストリートの交差点にある。しかし、駐車場は線路の東側ではグレンヘッド・ロードとローカスト・アベニューの間、線路の西側ではグレンヘッド・ロードとウォルナット・アベニューの間で利用可能である。
グレンヘッド村（およびそれに便宜をはかる駅）は1865年1月23日から1867年までグレンコーブ支線 (Glen Cove Branch) の最初の終点 "head of the rails" であることから名付けられた。その駅は1888年5月に改築され、1961年の中頃に再度改築された。

## 駅構造
| 1 | ■オイスターベイ支線 | ニューヨーク方面 （グリーンベール） |
| 2 | ■オイスターベイ支線 | オイスターベイ方面 （シー・クリフ） |

この駅は高床の単式ホームを2面有し、どちらも有効長は4両である。1番線に隣接する西側のプラットホームは通常南行きまたはニューヨーク行き列車が使用する。2番線に隣接する東側のプラットホームは通常北行きまたはオイスターベイ行き列車が使用する。 オイスターベイ支線は2線である。

## 外部リンク

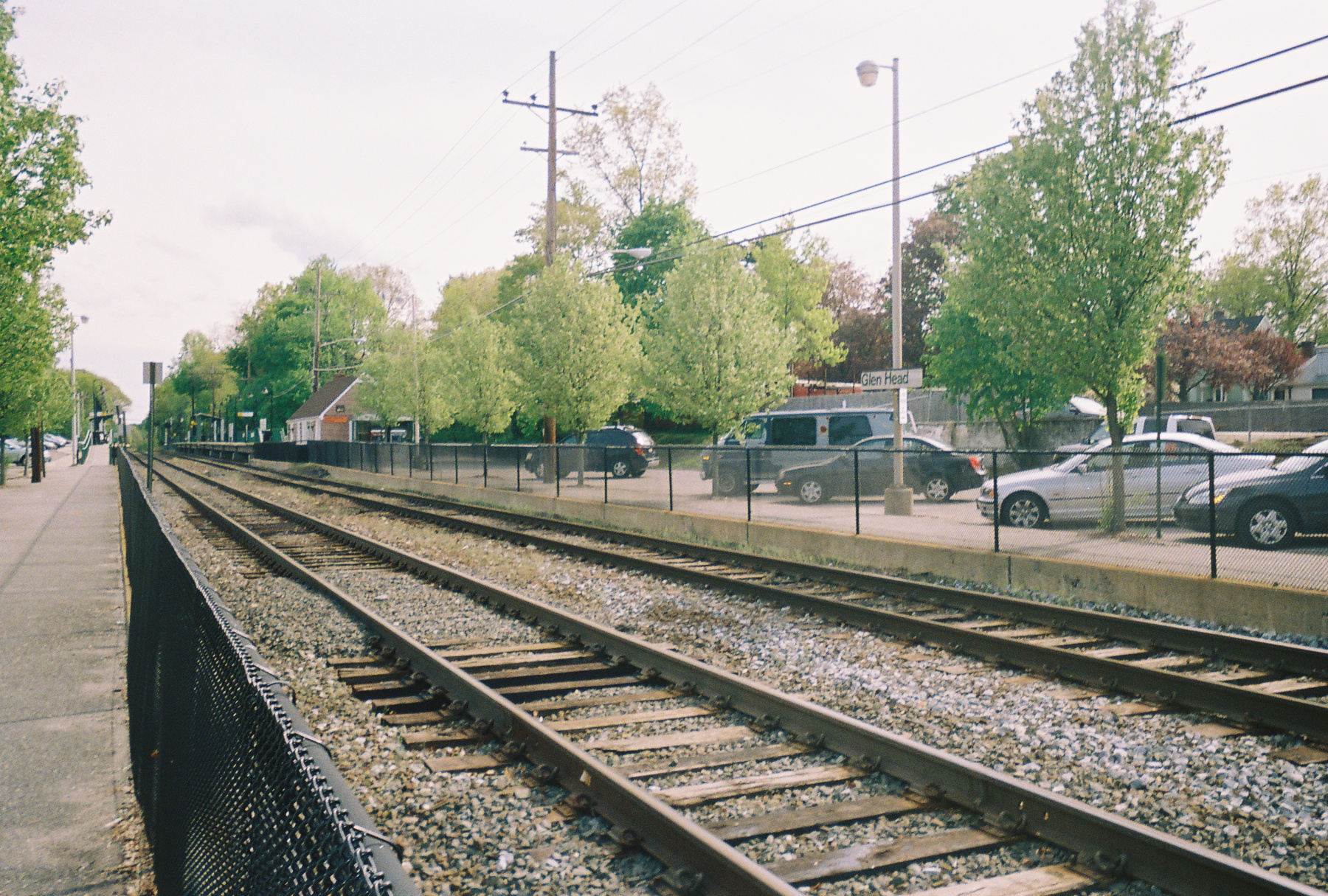
踏切から見たグレンヘッド駅